# オオズクサリヒメウズムシ
オオズクサリヒメウズムシ (Stenostomum tuberculosum) とは、小鎖状綱 クサリヒメウズムシ科 クサリヒメウズムシ属に属する自由生活性の扁形動物の一種。

## 概要
成体の体長は、0.20-0.36 mm程度であり、眼（光屈折器）を欠き、頭部が大きく、頭部先端に瘤があることが特徴である。本種と遺伝的に近縁な種として、コガタクサリヒメウズムシ（Stenostomum saliens）が知られている。日本においては、主として水田で見つかり、湛水期間後半の水稲株周辺に多く生息している。クリプト植物門のキロモナス属（Chilomonas）などの微小な鞭毛虫類を食べる。世界中に広く分布している。

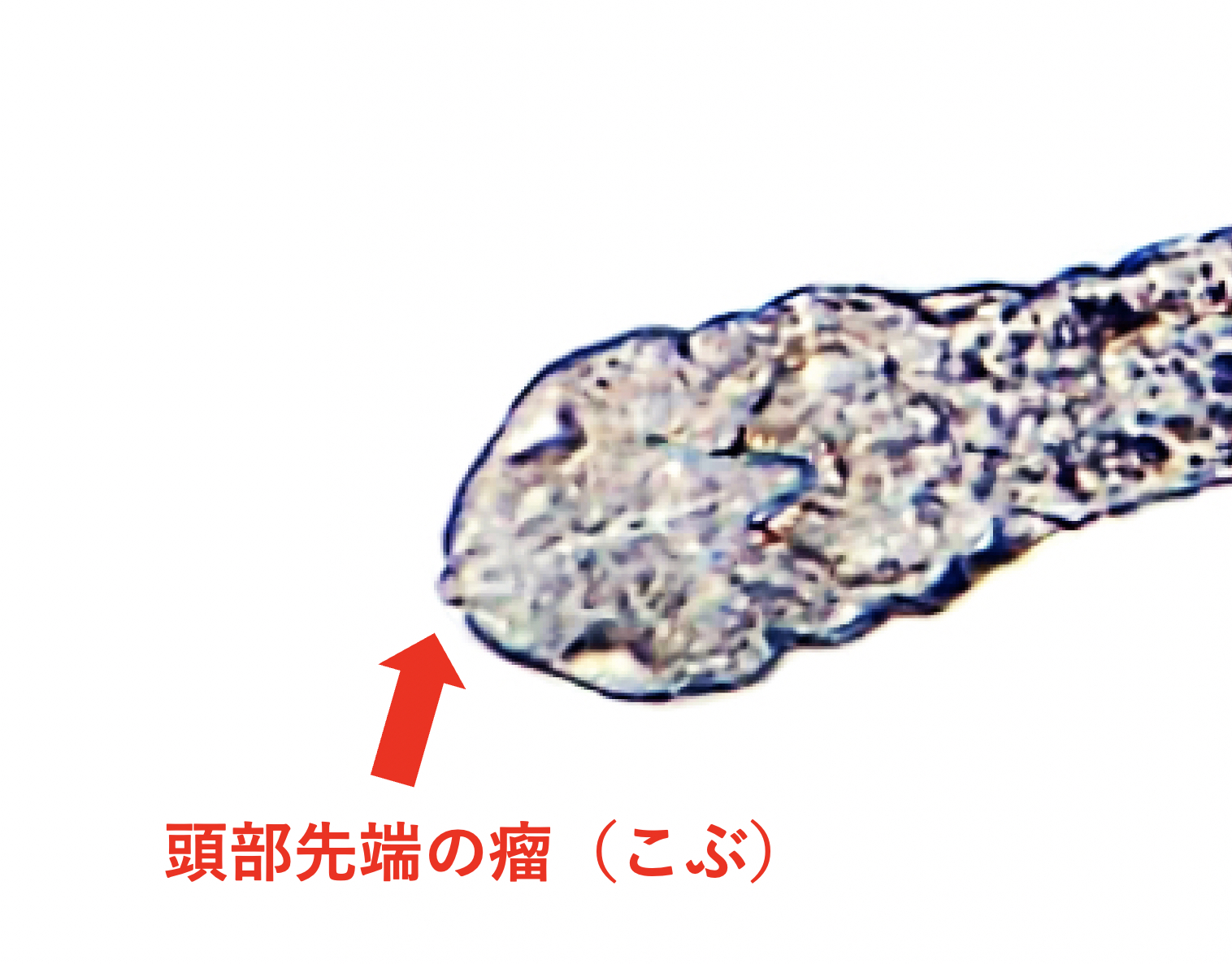
オオズクサリヒメウズムシの頭部先端の瘤（こぶ）